# Pseudoboa
Pseudoboa – rodzaj węży z podrodziny ślimaczarzy (Dipsadinae) w rodzinie połozowatych (Colubridae).

## Zasięg występowania
Rodzaj obejmuje gatunki występujące w Panamie, Kolumbii, Wenezueli, Trynidadzie i Tobago, Grenadzie, Gujanie, Surinamie, Gujanie Francuskiej, Brazylii, Ekwadorze, Peru, Boliwii, Paragwaju i Argentynie.

## Systematyka

### Etymologia
- Pseudoboa: gr. ψευδος pseudos „fałszywy”[6]; rodzaj Boa Linnaeus, 1758.
- Olisthenes: gr. ολισθανος olisthanos „gładki, śliski”[7]. Gatunek typowy: Olisthenes euphaeus Cope, 1859 (= Scytale neuwiedii A.M.C. Duméril, Bibron & A.H.A. Duméril, 1854).

### Podział systematyczny
Do rodzaju należą następujące gatunki:
- Pseudoboa coronata Schneider, 1801
- Pseudoboa haasi (Boettger, 1905)
- Pseudoboa martinsi Zaher, Oliveira & Franco, 2008
- Pseudoboa neuwiedii (A.M.C. Duméril, Bibron & A.H.A. Duméril, 1854)
- Pseudoboa nigra (A.M.C. Duméril, Bibron & A.H.A. Duméril, 1854)
- Pseudoboa serrana Morato, Moura-Leite, Prudente & Bérnils, 1995